# ベイルート・アメリカン大学
American University of Beirut
ベイルート・アメリカン大学
| モットー      | That they may have life and have it more abundantly. |
| 設立年        | 1866年                                               |
| 学校種別      | 私立                                                 |
| スタッフ      | 586人                                                |
| President     | Sir John Waterbury                                   |
| Provost       | Peter Heath                                          |
| 学生数        | 9,408人（2019年）                                    |
| 学部生        | 7,782人                                              |
| 大学院生      | 1,626人                                              |
| 所在地        | レバノン ベイルート                                  |
| キャンパス    | 都市型 73エーカー                                    |
| ウェブ サイト | www.aub.edu.lb                                       |

ベイルート・アメリカン大学 （ベイルート・アメリカンだいがく、アラビア語: الجامعة الأميركية في بيروت）は、レバノンの首都ベイルートにある無宗派の大学。

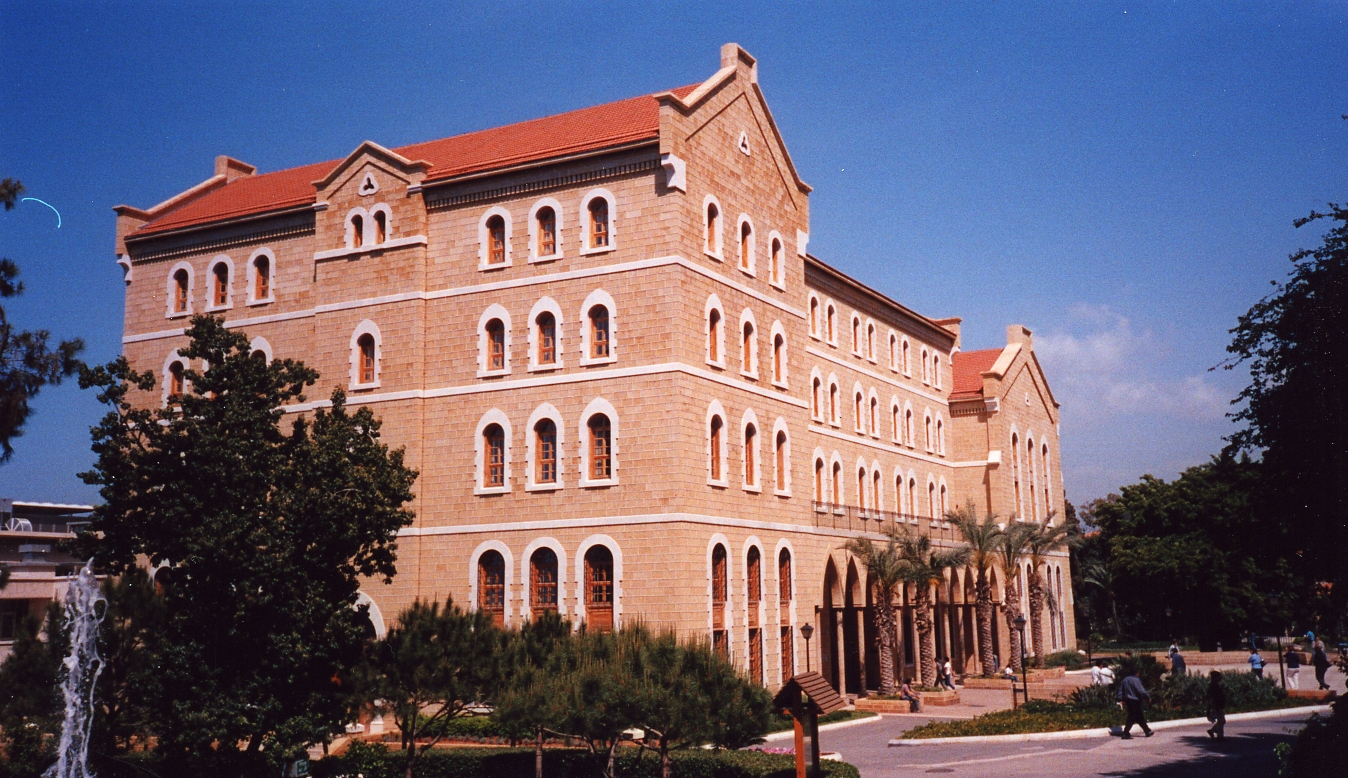
校舎

アメリカの宣教師団 (Dr. Daniel Bliss など) により、1866年にSyrian Protestant College（シリアン・プロテスタント・カレッジ）として設立された。1920年11月18日に、現在の名称へ改名している。人文科学、医学、工学の諸学部を運営している。
1870年6月〜2002年末時点で、66,107人の卒業生がおり、中東各地から多くの学生を集め、世界各地へ優秀な人材を輩出している。

## キャンパス

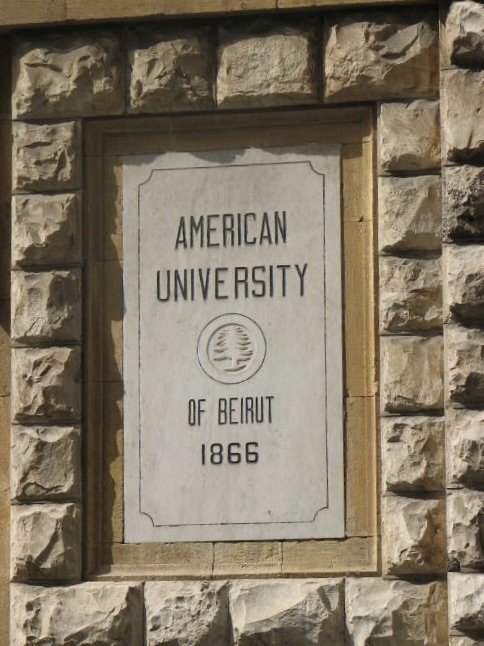
正門にある碑。大学名と創立年（1866年）が書かれている。

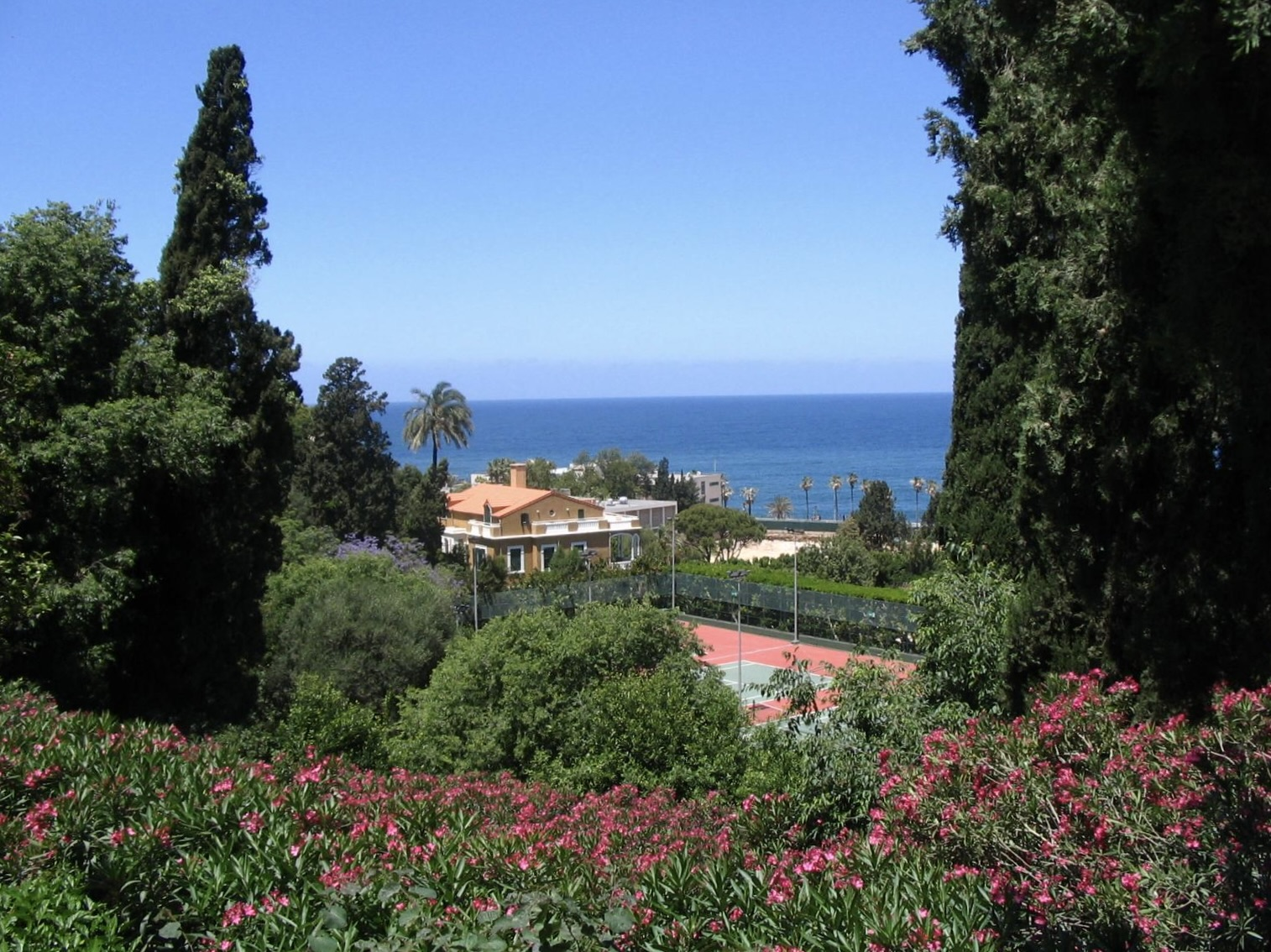
キャンパスから北西方向を望む。地中海が見える。

73エーカーのキャンパスが地中海を見下ろす丘の上に建つ。反対側がBliss Streetで多くのレストランがある。農学・食品科学部の敷地として、Beqaa Valleyに247エーカーの研究用農地・施設（AREC）を擁する。

### 大学の門
- メイン・ゲート（Bliss Street側）
- メディカル・ゲート（アメリカン大学病院近く）
- シー・ゲート, Sea Gate（丘の麓に位置する）

## 卒業生

### 政治

#### 歴代レバノン首相
- サーイブ・サラーム（英語版）
- サリーム・アル＝フッス（英語版）
- ナジーブ・ミーカーティー
- フアード・シニオラ

#### 歴代シリア首相
- ファーリス・アル＝フーリー（英語版）

#### その他政治家
- アデル・アセイラン（英語版）：元レバノン議会スポークスマン、フランス占領時のレバノン独立運動リーダー
- コンスタンティン・ズレイク（英語版）：アラブ思想家
- サアドゥーン・ハンマーディー：イラク首相
- サラーム・ファイヤード：パレスチナ首相
- アブドゥッラー・アン＝ヌスール：ヨルダン首相
- アリー・アクバル・サーレヒー：イラン外相
- アシュラフ・ガニー：アフガニスタン・イスラム共和国大統領
- ザヒヤ・ザリール：モルディブの教育大臣、保健大臣、高等弁務官（大使）
- アントーン・サアーダ：アラブ思想家、シリア社会国民党創設者
- ハナーン・アシュラーウィー（Dr. Hanan Ashrawi）：前 パレスチナ解放機構（PLO）議長
- アブドッラフマーン・アッ＝シャフバンダル：1920年代 - 30年代の反フランス運動家
- ナーズィム・アル＝クドゥスィー：元シリア大統領

### 文化
- Philip S. Khoury： マサチューセッツ工科大学 (MIT)人文・科学学部長
- Randa Bassem Serhan：社会学者
- Omar Abu Risheh：シリアの詩人
- Ghada al-Samman：小説家
- ザハ・ハディド：建築家
- 重信メイ：ジャーナリスト

1945年、国際連合創設時、シリア代表団として AUB 学生が派遣され、その中の19人の卒業生は国際連合の創設に加わった。